# Carlos Daniel Acosta
Carlos Daniel Acosta, vollständiger Name Carlos Daniel Acosta Alcántara, (* 19. April 1990 in Montevideo) ist ein uruguayischer Fußballspieler.

## Karriere
Mittelfeldakteur Acosta steht mindestens seit der Spielzeit 2010/11 im Kader des uruguayischen Erstligisten Racing Club de Montevideo. In jener Saison bestritt er eine Partie (kein Tor) in der Primera División. In den nachfolgenden Spielzeiten 2011/12, 2012/13 und 2013/14 lief er in 19, 25 bzw. 21 Erstligaspielen auf und erzielte dabei 4, 0 bzw. 1 Treffer. In der Saison 2014/15 wurde er 22-mal (drei Tore) in der höchsten uruguayischen Spielklasse eingesetzt. Es folgten in der Spielzeit 2015/16 17 weitere Erstligaeinsätze (ein Tor). In der zweiten Augusthälfte 2016 schloss er sich Estudiantes de San Luis an. Für die Argentinier bestritt er bislang (Stand: 11. Juli 2017) vier Spiele (kein Tor) in der Primera B Nacional.